# تپه آقلی داش
تپه آقلی داش مربوط به دوره ساسانیان است و در شهرستان زنجان، بخش قره پشتلو، روستای قاشقا تپه واقع شده و این اثر در تاریخ ۷ مهر ۱۳۸۱ با شمارهٔ ثبت ۶۳۸۰ به‌عنوان یکی از آثار ملی ایران به ثبت رسیده است.